# Jeff Ruland
Jeffrey Alan Ruland (ur. 16 grudnia 1958 w Bayshore) – amerykański koszykarz, występujący na pozycji środkowego, uczestnik meczu gwiazd NBA, po zakończeniu kariery zawodniczej trener koszykarski.

## Osiągnięcia
Stan na podstawie, o ile nie zaznaczono inaczej.
NCAA
- Uczestnik:
  - rozgrywek II rundy turnieju NCAA (1980*)
  - turnieju NCAA (1979, 1980*)
- Most Outstanding Player (MOP=MVP) turnieju Great Alaska Shootout (1980)
- Laureat nagrody Haggerty Award (1980)[2]
- Zaliczony do III składu All-American (1980 przez NABC)

NBA
- Wybierany dwukrotnie do udziału w meczu gwiazd NBA (1984, 1985). Z powodu kontuzji nie wystąpił w 1985 roku[3].
- Zaliczony do składu I składu debiutantów NBA (1982)[4]
- Zawodnik:
  - miesiąca (marzec, grudzień 1983)
  - tygodnia (27.03.1983, 11.12.1983, 8.12.1985)
- Debiutant miesiąca (styczeń 1982)

Inne
- Mistrz Hiszpanii (1981)
- Zdobywca pucharu Hiszpanii (1981)
- Finalista Pucharu Saporty (1981)

Reprezentacja
- Mistrz Uniwersjady (1979)[5]

(*) – oznacza, iż NCAA anulowała rezultaty zespołu Gaels z tamtego sezonu